# Żołdybaj Nurłybajew
Żołdybaj Nurłybajew (ros. Жолдыбай Нурлыбаев, kaz. Жолдыбай Нұрлыбаев; ur. 20 maja 1922 we wsi Unimker obecnie w obwodzie południowokazachstańskim, zm. 30 stycznia 1945 w Krzyżu) – radziecki wojskowy narodowości kazachskiej, kapitan, uhonorowany pośmiertnie tytułem Bohatera Związku Radzieckiego (1945).

## Życiorys
Był Kazachem. Do 1939 skończył 10 klas szkoły, 1939–1940 uczył się na przyśpieszonych kursach na Wydziale Filologii, Historii i Geografii Kazachskiego Uniwersytetu Państwowego, 1940–1941 pracował jako nauczyciel historii i geografii w szkole średniej w kołchozie im. Lenina. W 1941 został powołany do Armii Czerwonej, skończył przyśpieszony kurs szkoły artylerii, od września 1942 uczestniczył w wojnie z Niemcami. Od 15 września do 11 grudnia 1942 brał udział w bitwie pod Stalingradem, od 12 grudnia 1942 walczył kolejno na Froncie Południowym, 4 Ukraińskim 3 Ukraińskim i 1 Białoruskim, od 5 do 23 czerwca 1944 był uczestnikiem obrony przyczółka na prawym brzegu Dniestru przed kontratakami wroga, zadając Niemcom duże straty. W styczniu 1945 jako dowódca baterii 507 pułku artylerii przeciwpancernej 5 Armii Uderzeniowej 1 Frontu Białoruskiego w stopniu kapitana brał udział w walkach na terytorium Polski. 14 stycznia 1945 uczestniczył w przełamywaniu obrony przeciwnika w rejonie miejscowości Wyborów i Grabów Zaleśny, następnego dnia brał udział w forsowaniu Pilicy, wyróżniając się odwagą. 20 stycznia 1945 wyróżnił się w walkach o Koło, później uczestniczył w walkach o Skierniewice, Wilczyn, Strzelno i Wągrowiec, a 30 stycznia 1945 o Krzyż Wielkopolski, gdzie wraz z baterią zniszczył baterię moździerzową i kilka punktów ogniowych wroga, przyczyniając się do szybkiego zdobycia miasta. Zginął w tej walce. Został pochowany na cmentarzu wojskowym w Pile.

## Odznaczenia
- Złota Gwiazda Bohatera Związku Radzieckiego (pośmiertnie, 24 marca 1945)
- Order Lenina (pośmiertnie, 24 marca 1945)
- Order Czerwonego Sztandaru (25 stycznia 1945)
- Order Wojny Ojczyźnianej II klasy (2 sierpnia 1944)
- Medal „Za obronę Stalingradu”

I inne.